# Косовци
Косовци су становници Косова, једне од области Аутономне Покрајине Косово и Метохија, Србија.

## Становници Косова
Становник Косова на српском језику зове се Косовац, а на албанском Kosovar.
И у речнику „Fjalor shqip serbokroatisht/Албанско српскохрватски речник“, аутора Абдулаха Зајмија, Мехди Бардија, Сулејмана Дринија, Љатифа Муљакуа, Ганија Љуботенија и Ситкија Имамија (Албанолошки институт у Приштини, 1981. pp. 456), стоји:
- Kosovac.
- kosovski: Lufta e Kosovës Kosovska bitka.

Другим речима, Албанци за становнике Косова кажу да су Косовари, док су Косоварје жене становнице Косова. У свом књижевном језику, као и у речницима, они разлучују српски од албанског назива за житеље ове јужне покрајине. У српском језику код неких људи има мешања ових термина. У стандардном српском, као и књижевном, ситуација око назива житеља Косова је сасвим јасна – они су Косовци, односно Косовке.
Но, кроз историју, кад Косово и Метохија нису били административна целина, било је нешто другачије. Под Косовом се, у географском смислу, подразумевала област од Косовске Митровице до Шар-планине, па су се ктетиком Косовац називали само становници ове котлине. За становнике Метохије постоји назив Метохијац који је ретко коришћен, тако да изгледа неодомаћен, јер се онда више користио термин Призренац, Пећанац, Дреничанин итд, за становнике одређеног краја Метохије. Отпор према овом називу свакако постоји у албанском народу, тако да речи Метохија нема ни у једном од ова два речника Албанолошког института у Приштини. Назив метохија < метох казује да је реч о црквеном имању, имању које је некад било црквени посед. Албанци имају свој назив ове области који обухвата шири појам од српског схватања Метохије, и односи се и на делове Албаније (Дукађин). Интересантно је да ове речи нема ни у „Fjalor serbokroatisht shqip“ из 1974. (па ни у обновљеном издању 1986), као што нема ни речи Метохија. Но, Дукађина има у речнику „Fjalor shqip serbokroatisht / Албанско српскохрватски речник“ из 1981. године.
Јужна покрајина после Другог светског рата имала је назив Аутономна Косовско-Метохијска Област (од 10. јула 1945), па потом Аутономна Покрајина Косово и Метохија (од априла 1963), да би касније (од новембра 1968) постала Социјалистичка Аутономна Покрајина Косово. У 21. веку реч Косовац добила је и значење становника такозване Републике Косово (једнострано проглашене државе на територији Републике Србије од 2008), а не само области Косово и Метохија коју Србија једино признаје, званично, као Аутономна Покрајина Косово и Метохија (пуноправни део, покрајине Србије).
Термин Косовар за све становнике Косова и Метохије између два рата користила је Комунистичка партија Југославије, а реч Косовац не..
У српском народу и српском језику од давнина постоји презиме Косовац и женско име Косовка, па и назив места Косовац. Нема ктетика Косовар нити Косоварка, као што нема ни придева косоварски, ни других изведеница од те речи, већ само косовски. Отуда долазе називи Косовски бој или Косовска битка, а не Косоварски бој, односно Косоварска битка. То говори да реч Косовар није настала у духу српског језика, да није одомаћена нити масовно прихваћена од српског живља, као и чињеница да се данас под речју Косовац и Косовка за готово све Србе подразумевају становници Косова и Метохије, а не само котлине Косово или икако самопроглашене Републике Косово.